# Арроусмит, Брайан
Брайан Арроусмит (2 июля 1940 — 12 апреля 2020) — английский футболист и тренер, почти всю карьеру провёл в «Барроу».

## Биография
Родился 2 июля 1940 года в Барроу-ин-Фернесс. Почти всю профессиональную карьеру провёл в клубе своего родного города «Барроу». Он сыграл 512 матчей за «Барроу», в том числе 378 в Английской футбольной лиге на профессиональном уровне.
Арроусмит начал свою карьеру в амплуа правого защитника, но при необходимости играл и на других позициях в защите. Он был капитаном «Барроу» в сезоне 1966/67, в котором клуб завоевал повышение в Четвёртый дивизион и оставался в клубе в общей сложности 11 сезонов. После ухода из «Барроу» в 1971 году Арроусмит присоединился к клубу Северной Премьер-лиги «Кендал Таун», но вернулся в «Барроу», который к тому времени вылетел из системы Футбольной лиги и сам попал в Северную Премьер-лигу. В 1974 году он стал играющим тренером. Он ушёл с поста тренера в ноябре 1975 года, но продолжал играть за клуб до 1978 года.
После ухода из футбола Арроусмит управлял магазином формата «Сделай сам» в Барроу, регулярно посещал матчи «Барроу» в качестве болельщика. Его сын Марк сыграл шесть матчей за «Барроу» в 1980-х годах. В январе 2017 года главная трибуна стадиона «Барроу» «Холкер Стрит» была переименована в честь Брайана Арроусмита.
Эрроусмит скончался 12 апреля 2020 года, заразившись COVID-19.